# Chrysotaenia rectilineata
Chrysotaenia rectilineata là một loài bướm đêm trong họ Geometridae.